# Serhij Muczak
Serhij Mykołajowycz Muczak (ukr. Сергій Миколайович Мучак; ur. 29 września 1980 r. w Łucku) – ukraiński kulturysta amatorski.

## Życiorys
Jako dwudziestopięciolatek uzyskał tytuł Mistrza Ukrainy w Kulturystyce. W 2009 r. brał udział w Mistrzostwach Europy w Kulturystyce Amatorskiej, organizowanych przez federację IFBB (International Federation of BodyBuilders); podczas tych zawodów uplasował się na pozycji drugiej, zdobywając tym samym srebrny medal.
Zamieszkuje w Łucku na Ukrainie, gdzie pracuje jako prywatny trener. Okazjonalnie trudni się fotomodelingiem – w 2008 roku w Kijowie i w 2009 w Odessie uczestniczył w erotycznych sesjach zdjęciowych dla gejowskiej strony internetowej MuscleGallery.com.

## Warunki fizyczne
- wzrost: 175 cm
- waga: 101 kg

## Osiągnięcia
- 2006:
  - Amatorskie Mistrzostwa Ukrainy w Kulturystyce, kategoria mężczyzn do 90 kg − zwycięzca
  - Amatorskie Mistrzostwa Ukrainy w Kulturystyce, kategoria ogólna − II m-ce
- 2008:
  - Amatorskie Mistrzostwa Ukrainy w Kulturystyce, kategoria mężczyzn do 100 kg − zwycięzca
- 2009:
  - Amatorskie Mistrzostwa Europy w Kulturystyce − federacja IFBB, kategoria ciężka − II m-ce
  - Puchar Kijowa w Kulturystyce, kategoria mężczyzn powyżej 85 kg − zwycięzca
  - Puchar Kijowa w Kulturystyce, kategoria ogólna − zwycięzca
- 2010:
  - Amatorskie Mistrzostwa Europy w Kulturystyce − federacja IFBB, kategoria superciężka − V m-ce